# کهن‌الگوهای یونگ

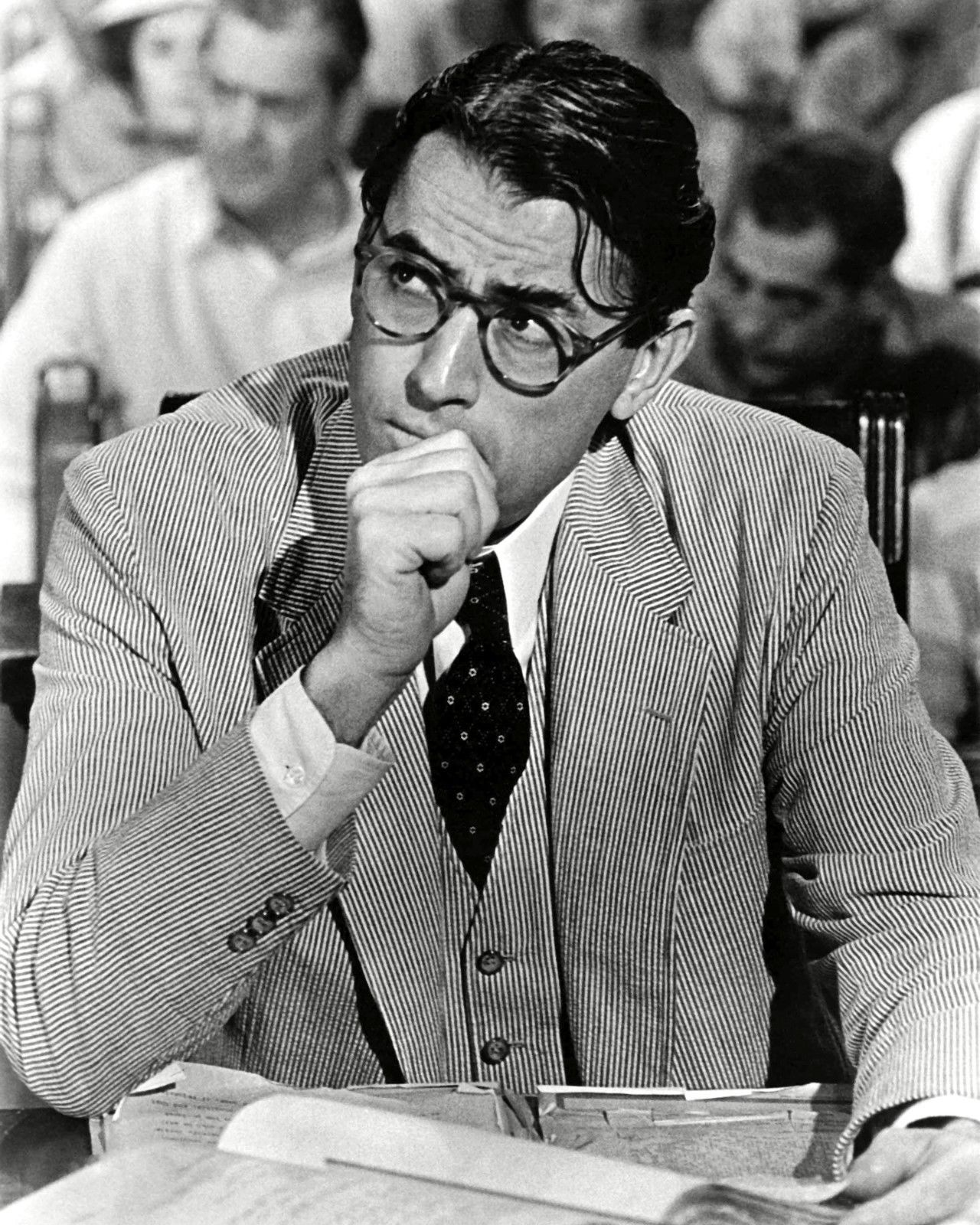
نمایی از فیلم کشتن مرغ مقلد. گریگوری پک در نقش اتیکس فینچ. فیلمی که از سوی بنیاد فیلم آمریکا بهترین فیلم تمام اعصار شناخته شده‌است. شخصیت فینچ از منظر کهن الگوها سه کار انجام می‌دهد: پدر، قهرمان و ایده آلیست.

کهن‌الگوهای یونگ (به انگلیسی: Jungian archetypes) در روان‌شناسی تحلیلی آن دسته از اشکال ادراک و دریافت را که به یک جمع به ارث رسیده‌است کهن‌الگو یا سَرنمون می‌خوانند. هر کهن‌الگو تمایل ساختاری نهفته‌ای است که بیانگر محتویات و فرایندهای پویای ناخودآگاه جمعی در سیمای تصاویر ابتدایی است. مانند اساسی‌ترین کنش‌های زیستی احتمالاً مهم‌ترین تصاویر ابتدایی در همهٔ دوران‌ها و نژادها مشترک است.
یک کهن‌الگو را می‌توان همچون یک ذخیرهٔ هوش‌افزا، یک نقش سر، یا یک اثر ارثی تصور کرد که از طریق تراکم تجربیات روانی بی‌شماری که همواره تکرار شده‌اند تکوین یافته‌است. تصاویر ابتدایی محصول و مرتبط با دو عامل هستند: فرایندها و رویدادهای طبیعی که پیوسته تکرار می‌شوند و عوامل تعیین‌کننده درونی زندگی روانی و کل زندگی. این تصاویر با کمک طبیعت دوگانه به خوبی می‌توانند هر دو دسته دریافت‌های بیرونی و درونی را هماهنگ سازند و به آن‌ها معنا بخشند و اعمال انسان را در راستای همین معنا هدایت کنند. این تصاویر با هدایت غرایز ناب به درون قالب‌های نمادی، انرژی روانی را از سردرگمی عظیمی که ادراک محض پدیدمی‌آورد، خلاصی می‌بخشد. از این جهت این تصاویر قرینهٔ ضروری غرایز هستند، ولی افزون بر آن مکانیسمی هستند که بدون آن در یک وضعیت جدید ممکن نبود.
کهن‌الگوها نیز همانند دیگر مفاهیم تعریف‌شده در روان‌شناسی تحلیلی دارای دو ماهیت فردی و جمعی هستند. هرگاه نیروهای کهن‌الگویی در مقیاس گسترده فعال شوند، می‌توان انتظار نتایج خطرناک یا سودمندی داشت، زیرا کهن‌الگوها تعیین‌کنندهٔ نگرش‌های روانی و رفتار اجتماعی فرد و جمعند و هر کهن‌الگو حاوی هر دو دستهٔ ویژگی‌های مثبت و منفی است. اگر محتویات مثبت کهن‌الگو نتوانند به‌طور ناخودآگاه بروز کنند، بلکه سرکوب شوند انرژی آن‌ها به جنبه‌های منفی کهن‌الگو منتقل می‌شوند و در این حال پس از مدتی آشفتگی‌های جدی و غیرقابل کنترل در روان انسان و در جامعه بروز خواهد کرد.
کهن‌الگوها عناصر فاسدنشدنی ناخودآگاه هستند اما شکل و شمایل آن‌ها اغلب تغییر می‌کند. کهن‌الگوها عناصر روانی هم‌بسته با غرایزند که یونگ در کتاب انسان و سمبول‌هایش آن‌ها را چنین توصیف می‌کند:
ادراک، غریزه از خود دقیقاً به همان ترتیب است که خودآگاهی ادراک از فرایند عینی زندگانی است.
یونگ کهن‌الگوها را دارای جایگاهی مهم در ناخودآگاه جمعی انسان‌ها می‌داند. به‌سبب همین ویژگی ناخودآگاه، برای یافتن و درک آن‌ها باید به بررسی رفتار، هنر، اساطیر، مذهب یا رویاهای افراد پرداخت. کهن‌الگوها به‌باور یونگ، انگاره‌ها و تصاویری جهانی و باستانی و رونوشت روانی غرایز هستند. آن‌ها عوامل ارثی پنهانی هستند که چون به خودآگاه می‌رسند، در برهم‌کنش با جهان خارج برای افراد یا فرهنگ‌ها شکل تصویر یا بازنمودهای رفتاری را می‌یابند.

## غریزه و کهن الگو
غریزه‌ها و کهن الگوها عواملی هستند که هر دو در ساختن ناآگاه جمعی دست دارند. اختلاف این دو در این است که غریزه حالت وجودی است و کهن الگو حالت درک و دریافت. غریزه تکانه‌ای طبیعی است که به صورت کنش و واکنش عادی بروز می‌کند و کهن الگو به صورت اندیشه و تصویر در آگاهی پدید می‌آید. با وجود این تمایز، از یکدیگر مستقل نیستند و عمیقاً به هم مربوطند زیرا کهن الگوها تصویری از غرایز و الگوهای رفتار غریزی‌اند.

## چهره‌های کهن‌الگویی

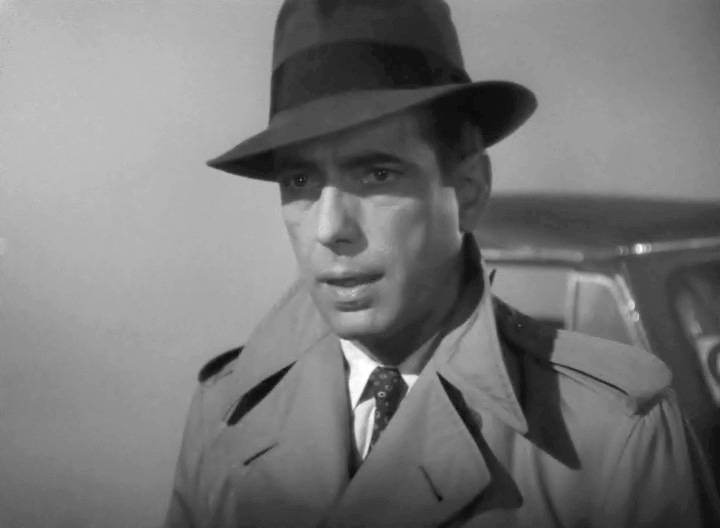
نمایی از همفری بوگارت در نقش ریک بلین در کازابلانکا. ریک بلین، قهرمان اصلی کازابلانکا بر اساس تجزیه و تحلیل کهن الگوی یونگ، به عنوان یک قهرمان کلاسیک و نماد به یاد ماندنی‌ترین مثلث عشقی در یک فیلم جلوه‌گری کرده‌است.

مادر، پدر، کودک، دختر باکره، فرمانروا، کاهن، درمانگر، آموزگار، چهار صورت نوعی اساسی نرینه و مادینه - مرد یا زنی که جذابیت جسمی یا جنسی دارد، زن عاشق‌کش و مرد عاشق‌پیشه - مرد پرتکاپو در جهان، پیرمرد و پیرزن خردمند.

## موقعیت‌های کهن‌الگویی
شامل تولد، بلوغ، خواستگاری، همبستری، ازدواج و مرگ است.

## ترکیب‌های فارسی مشابه
کلمه کهن الگو، که به عنوان ترجمه برای archetype، این اصطلاحِ یونگ، مصطلح گشته‌است، پیشتر با ترکیب‌های دیگری به عنوان معادل، به زبان فارسی ترجمه می‌شده، از جمله:
- سنخ‌های کهن
- صورت نوعی
- صورت ازلی
- باستان نمون
- باستانگونه